# Fédération féline helvétique
Pour les articles homonymes, voir FFH.
La Fédération féline helvétique (FFH) est la plus grande association suisse s'occupant des chats de race et de leur élevage. Elle a été créée en 1952 par l'association de plusieurs clubs et gère les inscriptions au livre des origines helvétiques, les affixes et les expositions félines en Suisse.
Aujourd'hui, la fédération se divise en 11 clubs régionaux.
Elle est membre de la FIFé dont elle applique entre autres les standards.

## Historique
La FFH a été créée en 1952 de la réunion de plusieurs clubs félins helvètes.

## Missions
La FFH a pour mission :
- de promouvoir l'élevage du chat ainsi que l'amélioration des races et d'encourager au bien-être de ces animaux
- de favoriser les échanges entre les clubs suisses
- de favoriser les échanges entre ses membres et les membres de la FIFé
- de tenir le Livre des origines helvétique (LOH), d'en établir les règles ainsi que de tenir le registre des chatteries et de les contrôler
- d'établir les règlements des expositions félines et de contrôler leur application

## Races reconnues

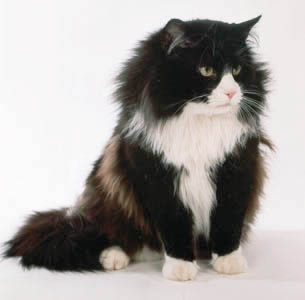
Norvégien

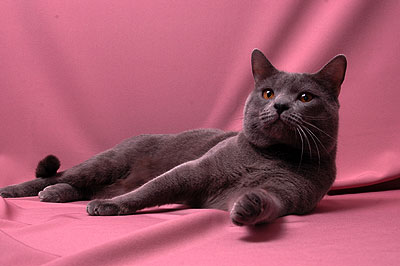
Chartreux

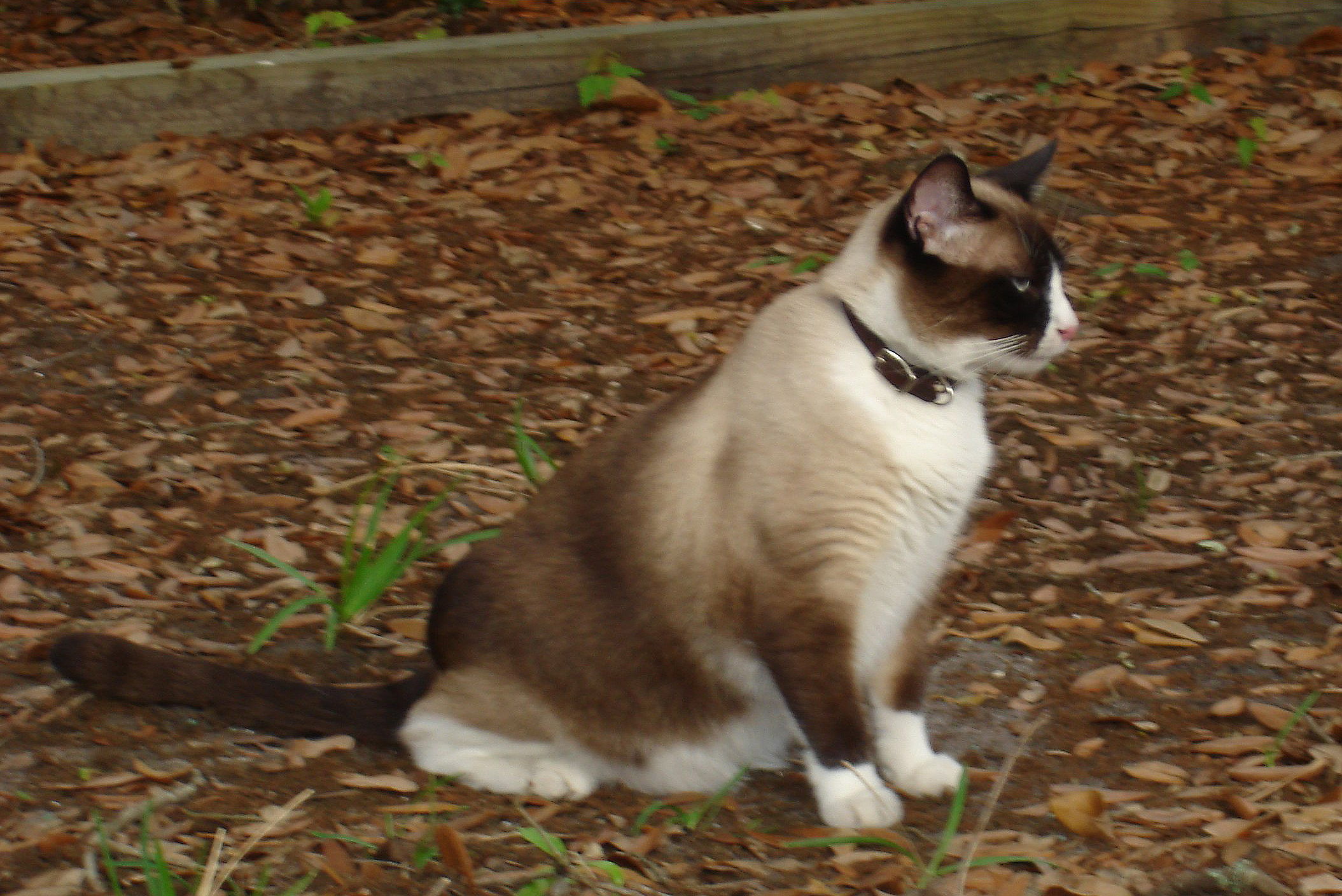
Snowshoe

La Fédération féline helvétique applique les standards et réglementations de la FIFé. Il en va de même pour les races reconnues.

### Catégorie I - Persans et exotics
- Persan
- Exotic shorthair

### Catégorie II - Poil mi-long
- American curl (la FIFé différencie les American Curl à poil court et à poil mi-long. Les sujets aux poils courts sont tout de même classé dans cette catégorie).
- Angora turc
- Maine coon
- Norvégien
- Ragdoll
- Sacré de birmanie
- Sibérien
- Turc de van

### Catégorie III - Poil court et somalis
- Abyssin
- Bengal
- Bleu russe
- Bobtail japonais
- British shorthair
- Burmese
- Burmilla
- Chartreux
- Cornish rex
- Cymric
- Devon Rex
- Européen
- German rex
- Korat
- Bobtail des Kouriles
- Manx
- Mau égyptien
- Ocicat
- Snowshoe
- Sokoké
- Somali
- Sphynx

### Catégorie IV - Siamois et orientaux
- Balinais
- Oriental shorthair
- Oriental longhair
- Siamois
- Seychellois

### Catégorie V - Races en reconnaissance préliminaire
- Donskoy
- Peterbald